# Модуль Юнга
Мо́дуль Ю́нга (синонимы: модуль продольной упругости, модуль нормальной упругости) — физическая величина, характеризующая способность материала сопротивляться растяжению, сжатию при упругой деформации. Обозначается большой буквой Е.
Назван в честь английского физика XIX века Томаса Юнга.
В динамических задачах механики модуль Юнга рассматривается в более общем смысле — как функционал деформируемой среды и процесса.
В Международной системе единиц (СИ) измеряется в ньютонах на квадратный метр или в паскалях. Является одним из модулей упругости.
Модуль Юнга рассчитывается следующим образом:
{\displaystyle E={\frac {F/S}{\Delta l/l}}={\frac {Fl}{S\Delta l}},}
где:
- {\displaystyle F} — нормальная составляющая силы,
- {\displaystyle S} — площадь поверхности, по которой распределено действие силы,
- {\displaystyle l} — длина деформируемого стержня,
- {\displaystyle \Delta l} — модуль изменения длины стержня в результате упругой деформации (измеренного в тех же единицах, что и длина {\displaystyle l}).

Через модуль Юнга вычисляется скорость распространения продольной волны в тонком стержне:
{\displaystyle c={\sqrt {\frac {E}{\rho }}},}
где {\displaystyle \rho } — плотность вещества.

## Связь с другими модулями упругости
В случае изотропного тела модуль Юнга связан с модулем сдвига {\displaystyle G} и модулем объёмной упругости {\displaystyle K} соотношениями
{\displaystyle G={\frac {E}{2(1+\nu )}}}
и
{\displaystyle K={\frac {E}{3(1-2\nu )}},}
где {\displaystyle \nu } — коэффициент Пуассона.

## Температурная зависимость модуля Юнга
Температурная зависимость модуля упругости простых кристаллических материалов объясняется исходя из того, что модуль упругости {\displaystyle M(T)} определяется как вторая производная от внутренней энергии {\displaystyle W(T)} по соответствующей деформации {\displaystyle E(T)={d^{2}W(T) \over d\varepsilon ^{2}}} . Поэтому при температурах {\displaystyle T\leq \Theta _{D}} ({\displaystyle \Theta _{D}} — температура Дебая)
температурная зависимость модуля упругости определяется простым соотношением
{\displaystyle M(T)=M_{0}-M_{1}T-M_{2}T^{2}}
где
{\displaystyle M_{0}} — адиабатический модуль упругости идеального кристалла при {\displaystyle T\longrightarrow 0K}; {\displaystyle M_{1}T} — дефект модуля, обусловленный тепловыми фононами; {\displaystyle M_{2}T^{2}} — дефект модуля, обусловленный тепловым движением электронов проводимости.

## Значения модуля Юнга для некоторых материалов
Значения модуля Юнга для некоторых материалов приведены в таблице
| Материал    | модуль Юнга E, ГПа | Источник |
| ----------- | ------------------ | -------- |
| Алюминий    | 70                 | [ 3 ]    |
| Бронза      | 75—125             | [ 3 ]    |
| Вольфрам    | 350                | [ 3 ]    |
| Германий    | 83                 | [ 3 ]    |
| Графен      | 1000               | [ 4 ]    |
| Дюралюминий | 74                 | [ 3 ]    |
| Железо      | 180                | [ 5 ]    |
| Иридий      | 520                | [ 3 ]    |
| Кадмий      | 50                 | [ 3 ]    |
| Кобальт     | 210                | [ 3 ]    |
| Константан  | 163                | [ 3 ]    |
| Кремний     | 109                | [ 3 ]    |
| Латунь      | 95                 | [ 3 ]    |
| Лёд         | 3                  | [ 3 ]    |
| Магний      | 45                 | [ 3 ]    |
| Манганин    | 124                | [ 3 ]    |
| Медь        | 110                | [ 3 ]    |
| Никель      | 210                | [ 3 ]    |
| Ниобий      | 155                | [ 6 ]    |
| Олово       | 35                 | [ 3 ]    |
| Свинец      | 18                 | [ 3 ]    |
| Серебро     | 80                 | [ 3 ]    |
| Серый чугун | 110                | [ 3 ]    |
| Сталь       | 190—210            | [ 3 ]    |
| Стекло      | 70                 | [ 3 ]    |
| Титан       | 112                | [ 3 ]    |
| Фарфор      | 59                 | [ 3 ]    |
| Цинк        | 120                | [ 3 ]    |
| Хром        | 300                | [ 3 ]    |